# Enríque Cuero
Enríque Javier Cuero Ortiz (ur. 26 listopada 1994) – ekwadorski zapaśnik walczący w stylu klasycznym. Trzeci na mistrzostwach panamerykańskich w 2016 i 2017. Brązowy medalista igrzysk Ameryki Południowej w 2014. Triumfator mistrzostw Ameryki Południowej w 2014 i 2015, brązowe medale w 2012 i 2013. Wicemistrz igrzysk boliwaryjskich w 2017 roku.